# Cam Fowler
Cam Matthew Fowler (ur. 5 grudnia 1991 w Windsor, Ontario) – amerykański hokeista pochodzenia kanadyjskiego, reprezentant USA, olimpijczyk.

## Kariera klubowa
- Honeybaked U16 / U18 (2006–2007)
- U.S. National U17 Team (2007)
- U.S. National U18 Team (2007–2009)
- Windsor Spitfires (2009–2010)
- Anaheim Ducks (od 2010)
  -  Södertälje (2012–2013)

Występował w ligach amerykańskich USDP, NAHL, kanadyjskiej lidze juniorskiej OHL w ramach CHL. W drafcie NHL z 2010 został wybrany przez Anaheim Ducks i od 2010 gra w barwach tego klubu w lidze NHL. We wrześniu 2012 przedłużył kontrakt z klubem o pięć lat. Od listopada 2012 do stycznia 2013 na okres lokautu w sezonie NHL (2012/2013) związany kontraktem ze szwedzkim klubem Södertälje w lidze Elitserien.

## Kariera reprezentacyjna
Jest reprezentantem USA. Występował w kadrze juniorskiej kraju na turniejach mistrzostw świata do lat 17 w 2008, mistrzostw świata do lat 18 w 2009, mistrzostw świata do lat 20 w 2010. W kadrze seniorskiej uczestniczył w turniejach mistrzostw świata w 2011, 2012 oraz zimowych igrzysk olimpijskich 2014.

## Sukcesy

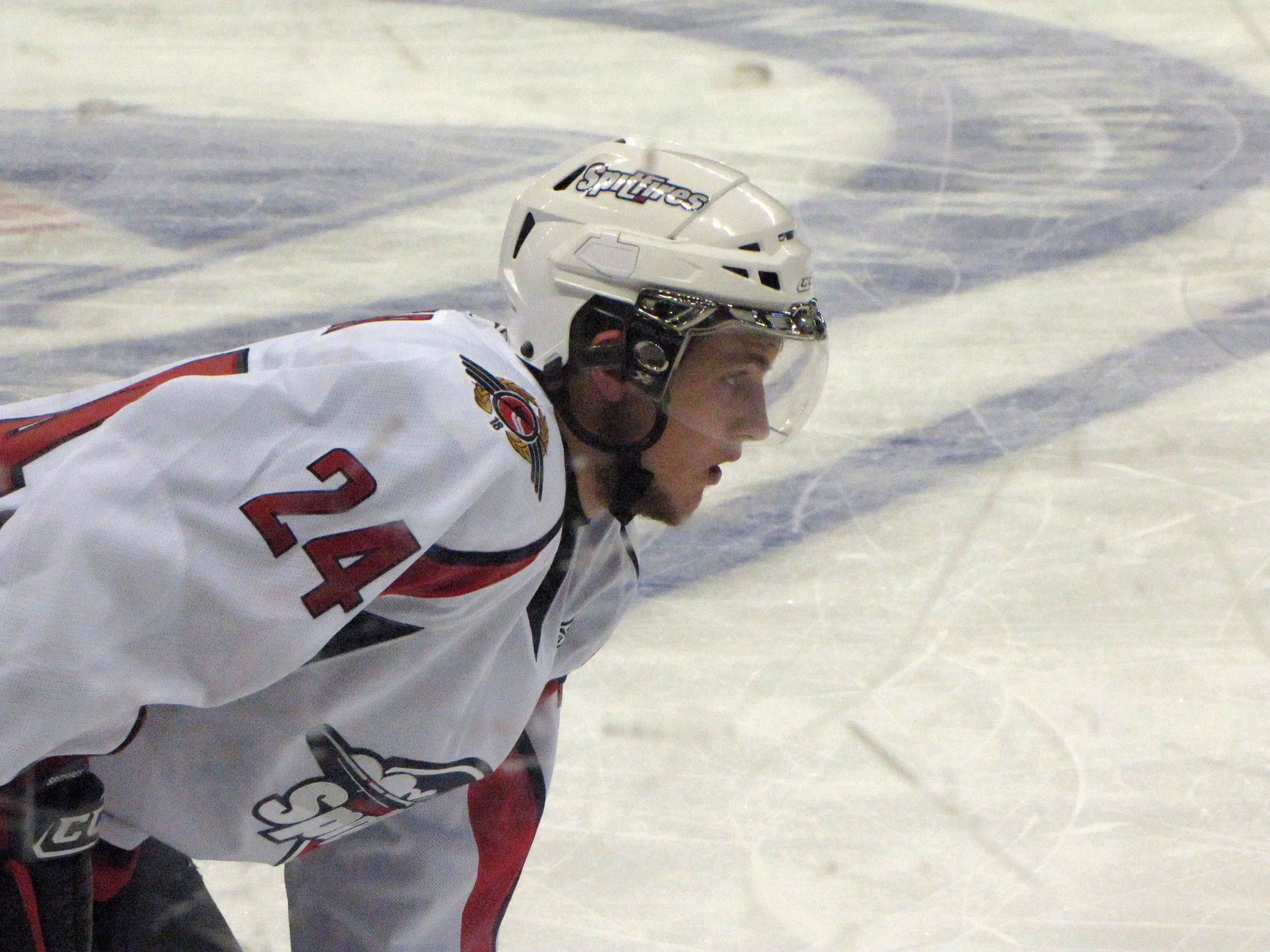
Cam Fowler podczas Meczu Gwiazd AHL 2010

Reprezentacyjne
- Srebrny medal mistrzostw świata juniorów do lat 17: 2008
- Złoty medal mistrzostw świata juniorów do lat 18: 2009
- Złoty medal mistrzostw świata juniorów do lat 20: 2010

Klubowe
- Wayne Gretzky Trophy: 2010 z Windsor Spitfires
- Bumbacco Trophy: 2010 z Windsor Spitfires
- J. Ross Robertson Cup – mistrzostwo OHL: 2010 z Windsor Spitfires
- Memorial Cup – mistrzostwo CHL: 2010 z Windsor Spitfires
- Mistrzostwo dywizji NHL: 2013 z Anaheim Ducks

Indywidualne
- Mistrzostwa świata do lat 18 w hokeju na lodzie mężczyzn 2009/Elita:
  - Szóste miejsce w klasyfikacji asystentów turnieju: 7 asyst[4]
  - Pierwsze miejsce w klasyfikacji asystentów wśród obrońców turnieju: 7 asyst[4]
  - Trzecie miejsce w klasyfikacji kanadyjskiej wśród obrońców turnieju: 8 punktów[5]
  - Jeden z trzech najlepszych zawodników reprezentacji[6]
  - Skład gwiazd turnieju[7]
  - Najlepszy obrońca turnieju[8]
- Sezon OHL i CHL 2009/2010:
  - Pierwsze miejsce w klasyfikacji asystentów w sezonie zasadniczym wśród pierwszoroczniaków: 60 asyst
  - Pierwszy skład gwiazd pierwszoroczniaków OHL
  - Mecz gwiazd OHL
  - CHL Top Prospects Game
  - Skład gwiazd turnieju Memorial Cup 2010
- Występ w Meczu Gwiazd NHL w sezonie 2016-2017